# 李銘誠
李铭诚（?—?），顺天府通州漷县（今北京市通州区漷县镇）人，孝定皇太后李氏的侄子，明神宗的表兄弟。
武清侯李偉的孙子，李文全之子。李文全卒，李铭诚嗣爵。天启年间，他颂扬宦官魏忠贤功德，建鸿勋祠。崇祯帝即位，定魏忠贤逆案，李铭诚获得幸免。大学士薛国观请勋戚帮助军饷，当时李铭诚已死，其子李国瑞当嗣爵位。庶兄李国臣和他争财产，说其父李铭诚遗产四十万。崇祯帝以此数征军饷，李国瑞不能承担。崇祯帝褫夺李国瑞的爵位，李国瑞忧虑而死。